# TMEM165
TMEM165 (англ. Transmembrane protein 165) – білок, який кодується однойменним геном, розташованим у людей на короткому плечі 4-ї хромосоми.  Довжина поліпептидного ланцюга білка становить 324 амінокислот, а молекулярна маса — 34 906.
| 10         |  | 20         |  | 30         |  | 40         |  | 50         |
| ---------- |  | ---------- |  | ---------- |  | ---------- |  | ---------- |
| MAAAAPGNGR |  | ASAPRLLLLF |  | LVPLLWAPAA |  | VRAGPDEDLS |  | HRNKEPPAPA |
| QQLQPQPVAV |  | QGPEPARVEK |  | IFTPAAPVHT |  | NKEDPATQTN |  | LGFIHAFVAA |
| ISVIIVSELG |  | DKTFFIAAIM |  | AMRYNRLTVL |  | AGAMLALGLM |  | TCLSVLFGYA |
| TTVIPRVYTY |  | YVSTVLFAIF |  | GIRMLREGLK |  | MSPDEGQEEL |  | EEVQAELKKK |
| DEEFQRTKLL |  | NGPGDVETGT |  | SITVPQKKWL |  | HFISPIFVQA |  | LTLTFLAEWG |
| DRSQLTTIVL |  | AAREDPYGVA |  | VGGTVGHCLC |  | TGLAVIGGRM |  | IAQKISVRTV |
| TIIGGIVFLA |  | FAFSALFISP |  | DSGF       |  |            |  |            |

A: Аланін

C: Цистеїн

D: Аспарагінова кислота

E: Глутамінова кислота

F: Фенілаланін

G: Гліцин

H: Гістидин

I: Ізолейцин

K: Лізин

L: Лейцин

M: Метіонін

N: Аспарагін

P: Пролін

Q: Глутамін

R: Аргінін

S: Серин

T: Треонін

V: Валін

W: Триптофан

Задіяний у такому біологічному процесі як альтернативний сплайсинг. 
Локалізований у мембрані, лізосомі, апараті гольджі, ендосомах.